# 今渡町立今渡中学校
今渡町立今渡中学校（いまわたりちょうりつ　いまわたりちゅうがっこう）は、かつて岐阜県可児郡今渡町（現・可児市）に存在した公立中学校。

## 概要
- 1953年、今渡町・土田村・春里村・帷子村四カ町村組合立西部中学校に統合され廃校。
- 校舎は西部中学校今渡分校として使用された。跡地は今渡南小学校の敷地の一部となっている。

## 沿革
中学校統合まで
- 1947年（昭和22年）4月 - 可児郡今渡町に今渡町立今渡中学校として開校。今渡小学校に併設。
- 1949年（昭和24年）9月1日 - 今渡小学校の敷地内に新校舎が完成。今渡小学校との併設を解消し独立校となる。
- 1952年（昭和27年）10月 - 今渡町、土田村、春里村、帷子村で学校組合の中学校の設置が決まる。
- 1953年（昭和28年）
  - 4月 - 三カ村組合立西部中学校に統合され、今渡中学校は廃校。同時に西部中学校は今渡町・土田村・春里・帷子村四カ町村組合立西部中学校に改称する。今渡中学校の校舎は西部中学校今渡分校となる。
  - 10月 - 西部中学校の統合校舎が完成。今渡分校を廃止。
  - 11月3日 - 西部中学校が今渡町・土田村・春里・帷子村四カ町村組合立蘇南中学校に改称する。

可児町（可児市）発足後
- 1979年 - 旧春里村、旧帷子村の区域で、西可児中学校が分離する。
- 1986年 - 旧帷子村の区域の一部で、広陵中学校が分離する。